# Wybory parlamentarne w Wielkiej Brytanii w 2010 roku
Wybory parlamentarne w Wielkiej Brytanii odbyły się 6 maja 2010. W całych wyborach Brytyjczycy wybierali 650 posłów do Izby Gmin (o 4 więcej niż w poprzednich wyborach), jednak 6 maja zostało wyłonionych tylko 649 członków Izby. W okręgu wyborczym Thirsk and Malton wybory zostały przeniesione na 27 maja ze względu na śmierć jednego z kandydatów w czasie kampanii wyborczej, już po zamknięciu listy kandydujących. Pierwsze posiedzenie nowo wybranego Parlamentu odbyło się 18 maja.
Datę wyborów ogłosił 6 kwietnia 2010 premier Gordon Brown, który wygłosił specjalne oświadczenie dla prasy w obecności wszystkich członków swojego gabinetu. Wcześniej tego samego dnia spotkał się w Pałacu Buckingham z królową Elżbietą II, której przedstawił prośbę o rozwiązanie Izby Gmin (co formalnie jest prerogatywą królewską) i – zgodnie ze zwyczajem konstytucyjnym – uzyskał akceptację tego wniosku.

## Wyniki

Mapa przedstawiająca wyniki wyborów w poszczególnych okręgach wyborczych

W wyborach zwyciężyła Partia Konserwatywna, przed Partią Pracy i Liberalnymi Demokratami. Konserwatystom zabrakło jednak do bezwzględnej większości w Izbie Gmin 20 deputowanych, co sprawiło, iż po napiętych negocjacjach utworzyli oni rząd koalicyjny wspólnie z Liberalnymi Demokratami, z Davidem Cameronem jako premierem. Były to pierwsze wybory od 1974 roku, które doprowadziły do powstania tzw. hung parliament, czyli sytuacji, w której żadna partia nie posiada większości w Izbie Gmin.
Frekwencja wyniosła 65%.
| Partia                                          | Miejsca | Zyskała | Straciła | +/− Z/S | Głosy      | %    | +/− % |
| ----------------------------------------------- | ------- | ------- | -------- | ------- | ---------- | ---- | ----- |
| Partia Konserwatywna                            | 307     | 100     | 3        | +97     | 10 726 614 | 36,1 | +3,8  |
| Partia Pracy                                    | 258     | 3       | 94       | −91     | 8 609 527  | 29,0 | −6,2  |
| Liberalni Demokraci                             | 57      | 8       | 13       | −5      | 6 836 824  | 23,0 | +1,0  |
| Demokratyczna Partia Unionistyczna              | 8       | 0       | 1        | −1      | 168 216    | 0,6  | −0,3  |
| Szkocka Partia Narodowa                         | 6       | 0       | 0        | 0       | 491 386    | 1,7  | +0,1  |
| Sinn Féin                                       | 5       | 0       | 0        | 0       | 171 942    | 0,6  | −0,1  |
| Plaid Cymru                                     | 3       | 1       | 0        | +1      | 165 394    | 0,6  | −0,1% |
| Partia Socjaldemokratyczna i Pracy              | 3       | 0       | 0        | 0       | 110 970    | 0,4  | −0,1  |
| Partia Zielonych Anglii i Walii                 | 1       | 1       | 0        | +1      | 285 616    | 1,0  | −0,1  |
| Alliance Party of Northern Ireland              | 1       | 1       | 0        | +1      | 42 762     | 0,1  | 0,0   |
| Partia Niepodległości Zjednoczonego Królestwa   | 0       | 0       | 0        | 0       | 919 546    | 3,1  | +0,9  |
| Brytyjska Partia Narodowa                       | 0       | 0       | 0        | 0       | 564 331    | 1,9  | +1,2  |
| Ulsterscy Konserwatyści i Unioniści – Nowa Siła | 0       | 0       | 1        | −1      | 102 361    | 0,3  | −0,1  |
| Angielska Partia Demokratyczna                  | 0       | 0       | 0        | 0       | 64 826     | 0,2  | +0,2  |
| Respect Party                                   | 0       | 0       | 1        | −1      | 33 251     | 0,1  | −0,1  |
| Traditional Unionist Voice                      | 0       | 0       | 0        | 0       | 26 300     | 0,1  | –     |
| Partia Chrześcijańska                           | 0       | 0       | 0        | 0       | 18 623     | 0,1  | –     |
| Health Concern                                  | 0       | 0       | 1        | −1      | 16 150     | 0,1  | 0,0   |
| Trade Unionist and Socialist Coalition          | 0       | 0       | 0        | 0       | 12 275     | 0,0  | –     |
| Szkocka Partia Socjalistyczna                   | 0       | 0       | 0        | 0       | 3157       | 0,0  | −0,1  |
| Inni                                            | 1       | 1       | 1        | 0       | 321 309    | 1,1  | 0,0   |